# Jean-Xavier Lefèvre
Pour les articles homonymes, voir Lefèvre.
Jean-Xavier Lefèvre est un clarinettiste et compositeur français d'origine suisse, né le 6 mars 1763 à Lausanne et mort le 9 novembre 1829 à Paris. Il est le premier professeur de clarinette au conservatoire de Paris et l'auteur d'une méthode de référence pour cet instrument.

## Biographie
Il fait ses études de clarinette à Paris avec Michel Yost, puis joue souvent aux Concerts spitiruels entre 1783 et 1791. Il entre ensuite dans l'orchestre de l'Opéra pour y rester jusqu'en 1817. Il est aussi clarinette solo à la Chapelle impériale (puis royale) de 1807 jusqu'à sa mort.
De 1795, date de sa fondation, jusqu'à 1824, Lefèvre enseigne au Conservatoire de Paris, où il forme de nombreux clarinettistes de haut niveau, tels que Claude-François Buteux et Bernhard Henrik Crusell. Sa Méthode de clarinette, parue en 1802, a beaucoup de succès et est traduite en allemand et en italien.
On lui doit la popularisation de l'utilisation d'une 6e clef à la clarinette et la publication de nombreuses œuvres.

## Compositions
- Marches militaires et pas redoublés pour Harmonie
- Hymne à l'agriculture pour chœur et orchestre à vent (1796) texte de André-François de Coupigny  (1766-1833)
- Six concertos pour clarinette et orchestre  :
- Concerto n°4 en Sib Majeur, [1796 ?] pour Clarinette et orchestre (2 htb / 2 cors mib / Vl I&II / Alto / Basse) Dédicace : à Mr A. Bronice “Exécuté par l’auteur au Théâtre des Arts” (le 2 janvier 1797 d'après le Journal de Paris) Édition : PARIS
- Concerto n°5 en Sib Majeur (1798?) pour Clarinette et orchestre (2 htb / 2 bs / 2 cors mib / Vl I&II / Alto / Basse) MANQUE PARTIE CLARINETTE SOLO Exécuté pour la première fois à l’exercice du Conservatoire par l’élève qui a remporté le premier prix de clarinette
- Concerto n°6 en Sib Majeur [?] pour Clarinette et orchestre (2 htb / 2 bs / 2 cors sib / quintette à cordes) Dédicace : Mr Médard Desprez, Banquier du Trésor Impérial
- Plusieurs symphonies concertantes
- Six quatuors pour clarinette et cordes
- Six trios pour deux clarinettes et basson
- Six duos pour clarinette et basson
- Très nombreux duos pour deux clarinettes
- Plusieurs sonates pour clarinette